# Giacomo Antonelli
Giacomo Cardeal Antonelli (Sonnino, 2 de abril de 1806 – Roma, 6 de novembro de 1876) foi um cardeal italiano, Secretário de Estado do Vaticano no pontificado de Pio IX.